# Споразум у Раштату
Споразум у Раштату склопљен је 7. марта 1714. године. Око мировних услова који су укључени у овај споразум договорили су се француски маршал Клод Луј Ектор де Вилар и аустријски принц Еуген Савојски. Склапање овог споразума означило је крај Рата за шпанско наслеђе (1701—1714). Овај споразум је у ствари означио крај сукоба између Луја XIV и Карла VI који су настављени и након склапања Споразума у Утрехту. 